# یواس‌اس استفن آر جونز (آی‌دی-۴۵۲۶)
یواس‌اس استفن آر جونز (آی‌دی-۴۵۲۶) (به انگلیسی: USS Stephen R. Jones (ID-4526)) یک کشتی بود که طول آن ۳۵۴ فوت ۲ اینچ (۱۰۷٫۹۵ متر) بود. این کشتی در سال ۱۹۱۵ ساخته شد.